# Lista över herrmedaljörer i slalomeuropamästerskapen i kanadensare
Detta är en lista över samtliga medaljörer i kanadensare på herrsidan i slalomeuropamästerskapen i kanotsport.

## C-1
| Spel                        | Guld                       | Silver                     | Brons                      |
| Augsburg 1996               | Simon Hočevar (SLO)        | Sören Kaufmann (GER)       | Martin Lang (GER)          |
| Roudnice nad Labem 1998     | David Jančar (CZE)         | Michal Martikán (SVK)      | Lukáš Pollert (CZE)        |
| Mezzana 2000                | Tony Estanguet (FRA)       | Juraj Minčík (SVK)         | Lukáš Pollert (CZE)        |
| Bratislava 2002             | Mariusz Wieczorek (POL)    | Tony Estanguet (FRA)       | Jan Benzien (GER)          |
| Skopje 2004                 | Tomáš Indruch (CZE)        | Krzysztof Bieryt (POL)     | Nico Bettge (GER)          |
| Tacen 2005                  | Stefan Pfannmöller (GER)   | Alexander Slafkovský (SVK) | Stuart McIntosh (GBR)      |
| L'Argentière-la-Bessée 2006 | Tony Estanguet (FRA)       | Michal Martikán (SVK)      | Tomáš Indruch (CZE)        |
| Liptovský Mikuláš 2007      | Michal Martikán (SVK)      | Pierre Labarelle (FRA)     | Christos Tsakmakis (GRE)   |
| Kraków 2008                 | Michal Martikán (SVK)      | Stanislav Ježek (CZE)      | Alexander Slafkovský (SVK) |
| Nottingham 2009             | Michal Martikán (SVK)      | Alexander Slafkovský (SVK) | Jan Benzien (GER)          |
| Bratislava 2010             | Michal Martikán (SVK)      | Matej Beňuš (SVK)          | Alexander Slafkovský (SVK) |
| La Seu d'Urgell 2011        | Tony Estanguet (FRA)       | Alexander Slafkovský (SVK) | Denis Gargaud Chanut (FRA) |
| Augsburg 2012               | Sideris Tasiadis (GER)     | Tony Estanguet (FRA)       | Benjamin Savšek (SLO)      |
| Kraków 2013                 | Jan Benzien (GER)          | Sideris Tasiadis (GER)     | Matej Beňuš (SVK)          |
| Wien 2014                   | Alexander Slafkovský (SVK) | Michal Martikán (SVK)      | Jan Benzien (GER)          |
| Markkleeberg 2015           | Benjamin Savšek (SLO)      | Sideris Tasiadis (GER)     | Matej Beňuš (SVK)          |
| Liptovský Mikuláš 2016      | Alexander Slafkovský (SVK) | Michal Martikán (SVK)      | Ander Elosegi (ESP)        |
| Tacen 2017                  | Alexander Slafkovský (SVK) | Thomas Koechlin (SUI)      | Michal Martikán (SVK)      |
| Prag 2018                   | Ryan Westley (GBR)         | Adam Burgess (GBR)         | Tomáš Rak (CZE)            |
| Pau 2019                    | Benjamin Savšek (SLO)      | Martin Thomas (FRA)        | Sideris Tasiadis (GER)     |
| Prag 2020                   | Benjamin Savšek (SLO)      | Lukáš Rohan (CZE)          | Václav Chaloupka (CZE)     |
| Ivrea 2021                  | Denis Gargaud Chanut (FRA) | Matej Beňuš (SVK)          | Sideris Tasiadis (GER)     |
| Liptovský Mikuláš 2022      | Benjamin Savšek (SLO)      | Sideris Tasiadis (GER)     | Miquel Travé (ESP)         |
| Kraków 2023                 | Ryan Westley (GBR)         | Miquel Travé (ESP)         | Václav Chaloupka (CZE)     |
| Tacen 2024                  | Žiga Lin Hočevar (SLO)     | Luka Božič (SLO)           | Benjamin Savšek (SLO)      |
| Vaires-sur-Marne 2025       | Miquel Travé (ESP)         | Nicolas Gestin (FRA)       | Žiga Lin Hočevar (SLO)     |

## C-1 lag
| Spel                        | Guld                                                              | Silver                                                           | Brons                                                           |
| Augsburg 1996               | Tyskland Sören Kaufmann Martin Lang Vitus Husek                   | Tjeckien Pavel Janda David Jančar Lukáš Pollert                  | Slovenien Dejan Stevanovič Simon Hočevar Sebastjan Linke        |
| Roudnice nad Labem 1998     | Slovakien Michal Martikán Juraj Ontko Juraj Minčík                | Tyskland Stefan Pfannmöller Nico Bettge Martin Lang              | Storbritannien Stuart McIntosh Mark Delaney Robert Turner       |
| Mezzana 2000                | Slovakien Michal Martikán Dušan Ovčarík Juraj Minčík              | Tjeckien Přemysl Vlk Lukáš Pollert Tomáš Indruch                 | Spanien Jordi Sangrá Gibert Jon Ergüín Jordi Domenjó            |
| Bratislava 2002             | Slovakien Michal Martikán Juraj Minčík Alexander Slafkovský       | Tyskland Stefan Pfannmöller Jan Benzien Sören Kaufmann           | Polen Mariusz Wieczorek Krzysztof Bieryt Grzegorz Wójs          |
| Skopje 2004                 | Tjeckien Tomáš Indruch Jan Mašek Ondřej Pinkava                   | Slovakien Alexander Slafkovský Dušan Ovčarík Juraj Minčík        | Slovenien Simon Hočevar Dejan Stevanovič Jošt Zakrajšek         |
| Tacen 2005                  | Slovakien Juraj Minčík Michal Martikán Alexander Slafkovský       | Tyskland Nico Bettge Jan Benzien Stefan Pfannmöller              | Tjeckien Jan Mašek Stanislav Ježek Tomáš Indruch                |
| L'Argentière-la-Bessée 2006 | Tyskland Stefan Pfannmöller Nico Bettge Jan Benzien               | Slovakien Michal Martikán Juraj Minčík Alexander Slafkovský      | Tjeckien Tomáš Indruch Jan Mašek Stanislav Ježek                |
| Liptovský Mikuláš 2007      | Slovakien Michal Martikán Juraj Minčík Matej Beňuš                | Tyskland Stefan Pfannmöller Nico Bettge Jan Benzien              | Frankrike Tony Estanguet Pierre Labarelle Nicolas Peschier      |
| Kraków 2008                 | Slovakien Michal Martikán Alexander Slafkovský Matej Beňuš        | Polen Krzysztof Bieryt Grzegorz Kiljanek Dawid Bartos            | Tyskland Christian Bahmann Nico Bettge Lukas Hoffmann           |
| Nottingham 2009             | Tjeckien Stanislav Ježek Tomáš Indruch Jan Mašek                  | Frankrike Tony Estanguet Denis Gargaud Chanut Nicolas Peschier   | Tyskland Sideris Tasiadis Jan Benzien Nico Bettge               |
| Bratislava 2010             | Slovakien Michal Martikán Alexander Slafkovský Matej Beňuš        | Tjeckien Jan Mašek Michal Jáně Stanislav Ježek                   | Frankrike Tony Estanguet Denis Gargaud Chanut Nicolas Peschier  |
| La Seu d'Urgell 2011        | Frankrike Tony Estanguet Denis Gargaud Chanut Nicolas Peschier    | Tyskland Nico Bettge Jan Benzien Sideris Tasiadis                | Tjeckien Stanislav Ježek Vítězslav Gebas Tomáš Indruch          |
| Augsburg 2012               | Slovakien Michal Martikán Matej Beňuš Alexander Slafkovský        | Tyskland Nico Bettge Jan Benzien Sideris Tasiadis                | Frankrike Tony Estanguet Denis Gargaud Chanut Thibaut Vielliard |
| Kraków 2013                 | Slovakien Alexander Slafkovský Matej Beňuš Jerguš Baďura          | Tyskland Franz Anton Jan Benzien Sideris Tasiadis                | Slovenien Benjamin Savšek Anže Berčič Luka Božič                |
| Wien 2014                   | Slovenien Benjamin Savšek Anže Berčič Luka Božič                  | Tjeckien Lukáš Rohan Vítězslav Gebas Jan Mašek                   | Slovakien Michal Martikán Alexander Slafkovský Karol Rozmuš     |
| Markkleeberg 2015           | Slovakien Michal Martikán Alexander Slafkovský Matej Beňuš        | Tjeckien Michal Jáně Stanislav Ježek Tomáš Rak                   | Storbritannien David Florence Ryan Westley Adam Burgess         |
| Liptovský Mikuláš 2016      | Slovakien Michal Martikán Alexander Slafkovský Matej Beňuš        | Polen Grzegorz Hedwig Przemysław Plewa Igor Sztuba               | Storbritannien David Florence Ryan Westley Adam Burgess         |
| Tacen 2017                  | Tyskland Sideris Tasiadis Nico Bettge Franz Anton                 | Slovenien Benjamin Savšek Luka Božič Anže Berčič                 | Italien Raffaello Ivaldi Roberto Colazingari Stefano Cipressi   |
| Prag 2018                   | Frankrike Denis Gargaud Chanut Pierre-Antoine Tillard Cédric Joly | Slovakien Alexander Slafkovský Michal Martikán Marko Mirgorodský | Tjeckien Vítězslav Gebas Lukáš Rohan Tomáš Rak                  |
| Pau 2019                    | Slovenien Benjamin Savšek Luka Božič Anže Berčič                  | Frankrike Denis Gargaud Chanut Martin Thomas Cédric Joly         | Ryssland Dmitrii Khramtsov Kirill Setkin Pavel Kotov            |
| Prag 2020                   | Slovenien Benjamin Savšek Luka Božič Jure Lenarčič                | Irland Liam Jegou Robert Hendrick Jake Cochrane                  | Polen Grzegorz Hedwig Kacper Sztuba Szymon Zawadzki             |
| Ivrea 2021                  | Slovakien Alexander Slafkovský Michal Martikán Matej Beňuš        | Italien Roberto Colazingari Raffaello Ivaldi Flavio Micozzi      | Slovenien Benjamin Savšek Luka Božič Nejc Polenčič              |
| Liptovský Mikuláš 2022      | Tyskland Sideris Tasiadis Franz Anton Timo Trummer                | Polen Grzegorz Hedwig Kacper Sztuba Michał Wiercioch             | Slovenien Benjamin Savšek Luka Božič Nejc Polenčič              |
| Kraków 2023                 | Tyskland Franz Anton Sideris Tasiadis Timo Trummer                | Slovakien Matej Beňuš Marko Mirgorodský Alexander Slafkovský     | Storbritannien Adam Burgess James Kettle Ryan Westley           |
| Tacen 2024                  | Slovenien Benjamin Savšek Luka Božič Žiga Lin Hočevar             | Tjeckien Jiří Prskavec Lukáš Rohan Václav Chaloupka              | Slovakien Matej Beňuš Michal Martikán Marko Mirgorodský         |
| Vaires-sur-Marne 2025       | Storbritannien Adam Burgess Ryan Westley Luc Royle                | Slovenien Luka Božič Žiga Lin Hočevar Benjamin Savšek            | Slovakien Matej Beňuš Marko Mirgorodský Michal Martikán         |

## Tidigare grenar

### C-2
| Spel                        | Guld                                            | Silver                                          | Brons                                           |
| Augsburg 1996               | Schweiz Peter Matti Ueli Matti                  | Tjeckien Miroslav Šimek Jiří Rohan              | Polen Krzysztof Kołomański Michał Staniszewski  |
| Roudnice nad Labem 1998     | Slovakien Pavol Hochschorner Peter Hochschorner | Tjeckien Jaroslav Volf Ondřej Štěpánek          | Slovakien Milan Kubáň Marián Olejník            |
| Mezzana 2000                | Slovakien Pavol Hochschorner Peter Hochschorner | Frankrike Frank Adisson Wilfrid Forgues         | Polen Krzysztof Kołomański Michał Staniszewski  |
| Bratislava 2002             | Slovakien Pavol Hochschorner Peter Hochschorner | Tjeckien Marek Jiras Tomáš Máder                | Tjeckien Jaroslav Volf Ondřej Štěpánek          |
| Skopje 2004                 | Tjeckien Jaroslav Volf Ondřej Štěpánek          | Frankrike Martin Braud Cédric Forgit            | Slovakien Ladislav Škantár Peter Škantár        |
| Tacen 2005                  | Tjeckien Jaroslav Volf Ondřej Štěpánek          | Tjeckien Marek Jiras Tomáš Máder                | Slovakien Ladislav Škantár Peter Škantár        |
| L'Argentière-la-Bessée 2006 | Frankrike Martin Braud Cédric Forgit            | Slovakien Pavol Hochschorner Peter Hochschorner | Tyskland Kay Simon Robby Simon                  |
| Liptovský Mikuláš 2007      | Slovakien Ladislav Škantár Peter Škantár        | Tjeckien Jaroslav Volf Ondřej Štěpánek          | Slovakien Pavol Hochschorner Peter Hochschorner |
| Kraków 2008                 | Slovakien Pavol Hochschorner Peter Hochschorner | Slovakien Ladislav Škantár Peter Škantár        | Italien Andrea Benetti Erik Masoero             |
| Nottingham 2009             | Slovakien Pavol Hochschorner Peter Hochschorner | Frankrike Damien Troquenet Mathieu Voyemant     | Storbritannien Tim Baillie Etienne Stott        |
| Bratislava 2010             | Slovakien Ladislav Škantár Peter Škantár        | Tjeckien Jaroslav Volf Ondřej Štěpánek          | Storbritannien David Florence Richard Hounslow  |
| La Seu d'Urgell 2011        | Slovakien Pavol Hochschorner Peter Hochschorner | Frankrike Pierre Labarelle Nicolas Peschier     | Slovakien Ladislav Škantár Peter Škantár        |
| Augsburg 2012               | Tjeckien Jaroslav Volf Ondřej Štěpánek          | Slovakien Pavol Hochschorner Peter Hochschorner | Tyskland Robert Behling Thomas Becker           |
| Kraków 2013                 | Frankrike Pierre Labarelle Nicolas Peschier     | Polen Marcin Pochwała Piotr Szczepański         | Tjeckien Ondřej Karlovský Jakub Jáně            |
| Wien 2014                   | Slovakien Ladislav Škantár Peter Škantár        | Polen Piotr Szczepański Marcin Pochwała         | Slovenien Luka Božič Sašo Taljat                |
| Markkleeberg 2015           | Tyskland Robert Behling Thomas Becker           | Tyskland Franz Anton Jan Benzien                | Storbritannien David Florence Richard Hounslow  |
| Liptovský Mikuláš 2016      | Slovakien Tomáš Kučera Ján Bátik                | Slovenien Luka Božič Sašo Taljat                | Tyskland David Schröder Nico Bettge             |
| Tacen 2017                  | Frankrike Pierre Picco Hugo Biso                | Polen Andrzej Brzeziński Filip Brzeziński       | Tjeckien Jonáš Kašpar Marek Šindler             |
| Prag 2018                   | Tjeckien Jonáš Kašpar Marek Šindler             | Tyskland Robert Behling Thomas Becker           | Tjeckien Ondřej Karlovský Jakub Jáně            |

### C-2 lag
| Spel                        | Guld | Silver | Brons |
| Augsburg 1996               | Tyskland Andre Ehrenberg & Michael Senft Rüdiger Hübbers & Udo Raumann Manfred Berro & Michael Trummer          | Polen Jarosław Nawrocki & Konrad Korzeniewski Andrzej Wójs & Sławomir Mordarski Krzysztof Kołomański & Michał Staniszewski | Slovakien Ľuboš Šoška & Peter Šoška Milan Kubáň & Marián Olejník Roman Štrba & Roman Vajs                                    |
| Roudnice nad Labem 1998     | Tjeckien Petr Štercl & Pavel Štercl Jaroslav Pospíšil & Jaroslav Pollert Jaroslav Volf & Ondřej Štěpánek        | Slovakien Milan Kubáň & Marián Olejník Roman Štrba & Roman Vajs Pavol Hochschorner & Peter Hochschorner                    | Frankrike Eric Biau & Bertrand Daille Philippe Quemerais & Yann Le Pennec Alexandre Lauvergne & Nathanael Fouquet            |
| Mezzana 2000*               | Tyskland Kai Walter & Frank Henze Kay Simon & Robby Simon Andre Ehrenberg & Michael Senft                       | Slovakien Pavol Hochschorner & Peter Hochschorner Roman Štrba & Roman Vajs Ľuboš Šoška & Peter Šoška                       | Tjeckien Jaroslav Volf & Ondřej Štěpánek Jaroslav Pospíšil & Jaroslav Pollert Marek Jiras & Tomáš Máder                      |
| Bratislava 2002             | Slovakien Pavol Hochschorner & Peter Hochschorner Milan Kubáň & Marián Olejník Pavol Hric & Roman Vajs          | Frankrike Philippe Quemerais & Yann Le Pennec Martin Braud & Cédric Forgit Alexandre Lauvergne & Nathanael Fouquet         | Tyskland Kai Walter & Frank Henze Kay Simon & Robby Simon Andre Ehrenberg & Michael Senft                                    |
| Skopje 2004                 | Tjeckien Jaroslav Volf & Ondřej Štěpánek Marek Jiras & Tomáš Máder Jaroslav Pospíšil & Jaroslav Pollert         | Slovakien Ľuboš Šoška & Peter Šoška Ladislav Škantár & Peter Škantár Milan Kubáň & Marián Olejník                          | Polen Andrzej Wójs & Sławomir Mordarski Jarosław Miczek & Wojciech Sekuła Marcin Pochwała & Paweł Sarna                      |
| Tacen 2005                  | Slovakien Pavol Hochschorner & Peter Hochschorner Milan Kubáň & Marián Olejník Ladislav Škantár & Peter Škantár | Tyskland Kay Simon & Robby Simon Marcus Becker & Stefan Henze Christian Bahmann & Michael Senft                            | Frankrike Philippe Quemerais & Yann Le Pennec Christophe Luquet & Pierre Luquet Martin Braud & Cédric Forgit                 |
| L'Argentière-la-Bessée 2006 | Tyskland Felix Michel & Sebastian Piersig David Schröder & Frank Henze Kay Simon & Robby Simon                  | Frankrike Philippe Quemerais & Yann Le Pennec Martin Braud & Cédric Forgit Christophe Luquet & Pierre Luquet               | Tjeckien Marek Jiras & Tomáš Máder Jaroslav Volf & Ondřej Štěpánek Jaroslav Pospíšil & Jaroslav Pollert                      |
| Liptovský Mikuláš 2007      | Tyskland Felix Michel & Sebastian Piersig Kay Simon & Robby Simon David Schröder & Frank Henze                  | Tjeckien Jaroslav Volf & Ondřej Štěpánek Marek Jiras & Tomáš Máder Jaroslav Pospíšil & David Mrůzek                        | Polen Marcin Pochwała & Paweł Sarna Dariusz Wrzosek & Jarosław Miczek Kamil Gondek & Andrzej Poparda                         |
| Kraków 2008                 | Tyskland Marcus Becker & Stefan Henze Kay Simon & Robby Simon David Schröder & Frank Henze                      | Polen Marcin Pochwała & Paweł Sarna Dominik Weglarz & Dawid Dobrowolski Dariusz Wrzosek & Jarosław Miczek                  | Slovakien Pavol Hochschorner & Peter Hochschorner Ladislav Škantár & Peter Škantár Tomáš Kučera & Ján Bátik                  |
| Nottingham 2009             | Tjeckien Jaroslav Volf & Ondřej Štěpánek Marek Jiras & Tomáš Máder Jaroslav Pospíšil & David Mrůzek             | Storbritannien Tim Baillie & Etienne Stott David Florence & Richard Hounslow Daniel Goddard & Colin Radmore                | Polen Marcin Pochwała & Piotr Szczepański Patryk Brzeziński & Dariusz Chlebek Grzegorz Wójs & Paweł Sarna                    |
| Bratislava 2010             | Tjeckien Tomáš Koplík & Jakub Vrzáň Lukáš Přinda & Jan Havlíček Jaroslav Volf & Ondřej Štěpánek                 | Polen Paweł Sarna & Dawid Dobrowolski Patryk Brzeziński & Dariusz Chlebek Marcin Pochwała & Piotr Szczepański              | Storbritannien Tim Baillie & Etienne Stott David Florence & Richard Hounslow Daniel Goddard & Colin Radmore                  |
| La Seu d'Urgell 2011        | Tjeckien Lukáš Přinda & Jan Havlíček Tomáš Koplík & Jakub Vrzáň Václav Hradilek & Štěpán Sehnal                 | Tyskland Marcus Becker & Stefan Henze David Schröder & Frank Henze Kai Müller & Kevin Müller                               | Slovakien Pavol Hochschorner & Peter Hochschorner Tomáš Kučera & Ján Bátik Ladislav Škantár & Peter Škantár                  |
| Augsburg 2012               | Storbritannien David Florence & Richard Hounslow Tim Baillie & Etienne Stott Adam Burgess & Greg Pitt           | Tjeckien Jaroslav Volf & Ondřej Štěpánek Ondřej Karlovský & Jakub Jáně Jonáš Kašpar & Marek Šindler                        | Tyskland David Schröder & Frank Henze Kai Müller & Kevin Müller Robert Behling & Thomas Becker                               |
| Kraków 2013                 | Frankrike Gauthier Klauss & Matthieu Peche Pierre Labarelle & Nicolas Peschier Hugo Biso & Pierre Picco         | Polen Marcin Pochwała & Piotr Szczepański Filip Brzeziński & Andrzej Brzeziński Dominik Weglarz & Dariusz Chlebek          | Tyskland Franz Anton & Jan Benzien Kai Müller & Kevin Müller Eric Mendel & Alexander Funk                                    |
| Wien 2014                   | Slovakien Pavol Hochschorner & Peter Hochschorner Ladislav Škantár & Peter Škantár Tomáš Kučera & Ján Bátik     | Frankrike Nicolas Peschier & Pierre Labarelle Gauthier Klauss & Matthieu Peche Pierre Picco & Hugo Biso                    | Tjeckien Ondřej Karlovský & Jakub Jáně Tomáš Koplík & Jakub Vrzáň Jonáš Kašpar & Marek Šindler                               |
| Markkleeberg 2015           | Slovakien Pavol Hochschorner & Peter Hochschorner Ladislav Škantár & Peter Škantár Tomáš Kučera & Ján Bátik     | Tjeckien Ondřej Karlovský & Jakub Jáně Jonáš Kašpar & Marek Šindler Tomáš Koplík & Jakub Vrzáň                             | Ryssland Dmitrj Larionov & Michail Kuznetsov Maxim Obraztsov & Alexei Suslov Alexander Ovtjinikov & Aleksei Popov            |
| Liptovský Mikuláš 2016      | Slovakien Pavol Hochschorner & Peter Hochschorner Ladislav Škantár & Peter Škantár Tomáš Kučera & Ján Bátik     | Polen Piotr Szczepański & Marcin Pochwała Filip Brzeziński & Andrzej Brzeziński Michał Wiercioch & Grzegorz Majerczak      | Tyskland Franz Anton & Jan Benzien David Schröder & Nico Bettge Kai Müller & Kevin Müller                                    |
| Tacen 2017                  | Frankrike Gauthier Klauss & Matthieu Péché Pierre Picco & Hugo Biso Nicolas Scianimanico & Hugo Cailhol         | Polen Marcin Pochwała & Piotr Szczepański Andrzej Brzeziński & Filip Brzeziński Michał Wiercioch & Grzegorz Majerczak      | Tjeckien Ondřej Karlovský & Jakub Jáně Jonáš Kašpar & Marek Šindler Tomáš Koplík & Jakub Vrzáň                               |
| Prag 2018                   | Tyskland Robert Behling & Thomas Becker Franz Anton & Jan Benzien David Schröder & Nico Bettge                  | Tjeckien Ondřej Karlovský & Jakub Jáně Tomáš Koplík & Jakub Vrzáň Jonáš Kašpar & Marek Šindler                             | Frankrike Gauthier Klauss & Matthieu Péché Nicolas Scianimanico & Hugo Cailhol Pierre-Antoine Tillard & Denis Gargaud Chanut |